# مانويل ريكيلمي
مانويل ريكيلمي (بالإسبانية: Manuel Riquelme)‏ هو عسكري تشيلي، ولد في 1772، وتوفي في 1857.